# Petició per comprar Califòrnia per a Dinamarca
La petició per comprar Califòrnia per a Dinamarca, també coneguda com a Denmarkification (un joc de paraules amb Californication), és una campanya humorística que va obtenir més de 200.000 signatures com a resposta a les declaracions de Donald Trump sobre la compra de Groenlàndia el 2019. Aquetsa proposta va guanyar gran popularitat a principis del 2025.
Organitzada per Xavier Dutoit, un suís-francès, la petició proposava irònicament que Califòrnia es convertís en la «Nova Dinamarca», amb referències a Los Angeles, rebatejada com a «Løs Ångeles», en un joc de paraules. La idea va sorgir després que Dutoit escoltés una conversa sobre la proposta de Trump mentre estava de vacances a les Filipines. Dutoit va crear la petició amb l’ajuda d’un grup d’amics multinacional, incloent-hi Kenneth Haar, un danès que va destacar que la incorporació de Califòrnia a Dinamarca permetria implementar polítiques inspirades en el model escandinau, com ara assistència sanitària universal, un major benestar social i infraestructures sostenibles. Aquesta campanya també va fer referència a la ciutat de Solvang, coneguda com «la capital danesa d’Amèrica», fundada el 1911 i famosa per la seva arquitectura danesa i el museu dedicat a Hans Christian Andersen.